# San-Pédro
San-Pédro är en ort i Elfenbenskusten. Den är distrikthuvudort för distriktet Bas-Sassandra, i den sydvästra delen av landet, 270 km sydväst om huvudstaden Yamoussoukro. San-Pédro är en av landets största städer, och har Elfenbenskustens näst största hamn. Folkmängden uppgick till cirka 165 000 invånare vid folkräkningen 2014.